# Post Malone
Austin Richard Post (* 4. července 1995, Syracuse, New York), profesionálně známý pod svým uměleckým jménem Post Malone, je americký rapper, zpěvák, kytarista, hudební producent a herec.

## Dětství
Austin Richard Post se narodil ve městě Syracuse ve státě New York v roce 1995. V devíti letech se jeho rodina přestěhovala do města Grapevine v Texasu. Jeho otec pracoval u fotbalového týmu Dallas Cowboys, díky čemuž dostával volné vstupenky na zápasy. V dětství se věnoval basketbalu a po hraní videohry Guitar Hero také hře na kytaru. Kolem šestnácti let začal v programu FL Studio skládat vlastní hudbu a začal se věnovat rapu. Několik měsíců docházel na Syracuse University, než ze školy odešel.

## Kariéra

### Počátky (2015)
Po odchodu z univerzity se přestěhoval do města Los Angeles, stát Kalifornie. Právě tam potkal producenty z producentského týmu FKi, kteří mu vyprodukovali první rapové nahrávky. V roce 2015 ze spolupráce vznikl i průlomový singl s názvem "White Iverson". Název je odkazem na basketbalistu Allena Iversona, který proslul nošením copánků, stejných, jaké si v té době nechal udělat i Post Malone. Malone singl nahrál na svůj účet na SoundCloudu, kde se stal okamžitě hitem. Úspěch písně přinesl také zájem nahrávacích společností, Post Malone brzy poté uzavřel smlouvu s Republic Records. V červenci 2015 byl k písni natočen videoklip, který do listopadu 2019 zhlédlo přes 755 milionů osob. Singl se umístil na 14. příčce v žebříčku Billboard Hot 100 a získal certifikaci 5x platinový singl. Brzy poté zveřejnil další písně "Too Young" (platinová certifikace) a "Go Flex" (76. příčka, 3x platinová ceritifikace).

### StoneyaBeerbongs and Bentleys(2016–2018)
V květnu 2016 vydal svou debutovou mixtape s názvem August 26th. V červnu 2016 byl v časopise XXL jmenován jedním z objevů roku (2016 Freshman Class). V září 2016 vydal singl "Deja Vu" (ft. Justin Bieber) (75. příčka v USA, 43. příčka v Kanadě, platinová certifikace v USA a 2x platinová v Kanadě). Debutové album s názvem Stoney mělo být původně vydáno na konci srpna 2016, ale dočkalo se několika odložení. Album konečně vyšlo v prosinci 2016. V první týden prodeje v USA debutovalo na 6. příčce žebříčku Billboard 200 s 58 000 prodanými kusy (po započítání streamů). Album obsahuje většinu jeho starších singlů. V lednu 2017 byl vydán další singl "Congratulations" (ft. Quavo), který se stal obrovským hitem. Trapová píseň se vyhoupla na 8. příčku amerického žebříčku a zabodovala i mezinárodně. V USA získala certifikaci diamantový singl a například v Kanadě 8x platinový. Díky streamům se album již v dubnu 2017 dočkalo certifikace platinová deska. V říjnu 2017 byla vydána jako singl i píseň "I Fall Apart" (16. příčka, 5x platinová certifikace). V listopadu 2017 album obdrželo certifikaci 2x platinová deska; v červnu 2018 poté 3x platinovou. V srpnu 2019 album zaznamenalo svůj 77. týden v Top 10 albech žebříčku Billboard Top R&B/Hip-Hop Albums, čímž zlomilo 35 let starý rekord alba Thriller od Michaela Jacksona.
V únoru 2017 zveřejnil plánovaný název svého druhého alba Beerbongs and Bentleys. V září 2017 byl vydán první singl z alba s názvem „Rockstar“ (ft. 21 Savage). Píseň debutovala na 2. příčce žebříčku Billboard Hot 100 a na prvních příčkách hlavních žebříčků v Kanadě, Spojeném království nebo Austrálii. V polovině října se singl vyšplhal na 1. příčku žebříčku Billboard Hot 100. Singl v USA získal certifikaci 8x platinový singl a v Kanadě dokonce 9x platinový singl. V únoru 2018 vydal další singl, píseň „Psycho“ (ft. Ty Dolla Sign). Píseň debutovala na 2. příčce žebříčku Billboard Hot 100. Později se vyšplhala na 1. příčku a získala 5x platinovou certifikaci. Album vyšlo na konci dubna 2018 u Republic Records. Debutovalo na 1. příčce žebříčku Billboard 200 a díky streamům singlů ihned získalo certifikaci platinová deska. Dalšími singly byly písně „Ball for Me“ (ft. Nicki Minaj) (16. příčka, platinová certifikace) a „Better Now“ (3. příčka, 4x platinová certifikace). V červnu 2018 album obdrželo certifikaci 2x platinová deska. Po vydání se v žebříčku Billboard Hot 100 umístilo všech osmnáct písní, vedle singlů nejlépe písně: „Paranoid“ (11. příčka), „Rich & Sad“ (14. příčka), „Spoil My Night“ (ft. Swae Lee) (15. příčka) a „Stay“ (17. příčka). Do konce roku 2018 se alba prodalo celkem 2 768 000 ks (261 000 ks v přímém prodeji + 3,4 miliardy streamů). v březnu 2019 album získalo certifikaci 3x platinová deska (v USA).
V říjnu 2018 vydal singl „Sunflower“ (se Swae Lee) (8x platinová certifikace) ze soundtracku k filmu Spider-Man: Paralelní světy. V lednu 2019 se singl vyhoupl na 1. příčku žebříčku Billboard Hot 100, jako již Post Maloneův třetí.

### Hollywood's Bleeding (2019)
V prosinci 2018 vydal singl „Wow“ (2. příčka, platinový singl), jednalo se o první píseň z jeho třetího studiového alba. Po delší odmlce vydal v červenci 2019 druhý singl s názvem „Goodbyes“ (ft. Young Thug) (3. příčka). V srpnu následoval singl „Circles“ (2. příčka) a v září dva singly „Enemies“ (ft. DaBaby) (16. příčka) a „Allergic“ (37. příčka). Album Hollywood's Bleeding bylo vydáno 6. září 2019. Debutovalo na 1. příčce žebříčku Billboard 200 se 489 000 prodanými kusy (po započítání streamů) v první týden prodeje. Po vydání se v žebříčku Billboard Hot 100 umístily i všechny ostatní písně z alba, ačkoliv nešlo o singly. Nejlépe se umístily písně „Take What You Want“ (ft. Ozzy Osbourne a Travis Scott) (8. příčka), „Hollywood's Bleeding“ (15. příčka), „Saint-Tropez“ (18. příčka) a „Die for Me“ (ft. Future a Halsey) (20. příčka). V říjnu byla píseň „Take What You Want“ vydána jako již šestý singl z alba.
V roce 2020 debutoval jako herec ve filmu Spravedlnost podle Spensera (Spenser Confidential) režiséra Petera Berga.

### Twelve Carat Toothache a Austin (2019–2023)
V červenci 2021 vydal singl „Motley Crew“ (13. příčka). V červnu 2022 vyšlo jeho čtvrté album Twelve Carat Toothache. Album debutovalo na 2. příčce žebříčku Billboard 200 se 121 000 prodanými kusy v první týden prodeje (po započítání streamů). Uvádí ho singly „One Right Now“ (s The Weeknd) (6. příčka), „Cooped Up“ (ft. Roddy Ricch) (12. příčka) a „I Like You (A Happier Song)“ (ft. Doja Cat) (3. příčka).
V srpnu 2022 měl na Amazonu premiéru dokumentární film Runaway, který zaznamenává jeho stejnojmenné turné z roku 2019.
V dubnu 2023 vyšlo jeho kompilační album nazvané The Diamond Collection. Projekt tvoří jeho osm písní, které v USA dosáhly diamantové certifikace, spolu s novým singlem „Chemical“.
Píseň „Chemical“ (13. příčka) sloužila také jako úvodní singl z jeho pátého studiového alba s názvem Austin, které vyšlo na konci července 2023. Druhým singlem byla píseň „Mourning“ (36. příčka). Album debutovalo na 2. příčce žebříčku Billboard 200 se 113 000 prodanými kusy v první týden prodeje (po započítání streamů). Dále vyšly singly „Overdrive“ (47. příčka) a „Enough Is Enough“ (56. příčka).

### F-1 Trillion (2024–...)
V roce 2024 byl hostem na písni „Levii's Jeans“ od Beyoncé z jejího alba Cowboy Carter. Píseň se umístila na 16. příčce žebříčku Billboard Hot 100. V dubnu 2024 hostoval na úvodním singlu „Fortnight“ od Taylor Swift z jejího alba The Tortured Poets Department. Píseň debutovala na vrcholu žebříčku Billboard Hot 100 a zlomila rekord nejvíce poslechů za jediný den na Spotify (25 milionů).
V květnu 2024 vydal singl „I Had Some Help“ (ft. Morgan Wallen). Singl debutoval na první příčce žebříčku Billboard Hot 100 a uvedl jeho šesté studiové album F-1 Trillion, které bylo nahráno v žánru country a vyšlo v polovině srpna. Dalšími singly byly písně „Pour Me a Drink“ (ft. Blake Shelton) (12. příčka) a „Guy for That“ (ft. Luke Combs) (17. příčka). Album debutovalo na první příčce žebříčku Billboard 200. Všech osmnáct písní z alba se umístilo v žebříčku Billboard Hot 100. Krátce po vydání vyšla rozšířená verze alba nazvaná F-1 Trillion: Long Bed s devíti novými písněmi.

## Diskografie
Studiová alba
- Stoney (2016)
- Beerbongs & Bentleys (2018)
- Hollywood's Bleeding (2019)
- Twelve Carat Toothache (2022)
- Austin (2023)
- F-1 Trillion (2024)

## Filmografie
- 2020 – Spravedlnost podle Spensera (cameo)
- 2021 – Rozhněvaný muž
- 2021 – Jackass Forever (cameo)
- 2023 – Želvy Ninja: Mutantí chaos (dabing)